# Edoardo Affini
Edoardo Affini (født 24. juni 1996 i Mantova) er en cykelrytter fra Italien, der er på kontrakt hos Team Visma | Lease a Bike.